# Alexandre Plana i Santaló
Alexandre Plana i Santaló (Lleida, 1889 - Banyuls de la Marenda, 1940) fou un advocat, crític artístic, poeta i narrador català que es pot inscriure al corrent noucentista.
Es va llicenciar en dret a la Universitat de Barcelona i es va afiliar a la Unió Federal Nacionalista Republicana. Fou advocat i conseller de l'associació patronal Unió Industrial Metal·lúrgica a partir de 1915, càrrec que aconseguí gràcies a l'advocat Amadeu Hurtado. Des de 1927 fou vocal del Consejo de Economía Nacional. D'aquesta època és la seva única obra ideològica, Les idees polítiques d'en Valentí Almirall (1915). El 1937 es va exiliar, primer a París i més tard al Rosselló, on va morir.
Va participar en les tertúlies literàries de l'Ateneu Barcelonès, on fou mentor d'escriptors més joves com Josep Maria de Sagarra o Josep Pla. Va destacar com a crític artístic en diferents publicacions com Picarol, on el va fer entrar el seu amic Francesc Pujols; a El Poble Català hi publicava la crítica teatral, a La Publicitat la cinematogràfica, a La Vanguardia la d'arts plàstiques i a Mirador la discogràfica. Va dedicar diverses monografies a pintors com L'obra d'Isidre Nonell (1917), Joaquim Sunyer (1920) i Jaume Mercadé (1928). Molta d'aquesta obra crítica fou recollida al volum Els valors del nostre Renaixement de 1976. Així mateix, ell fou autor de l'Antologia de poetes catalans moderns.

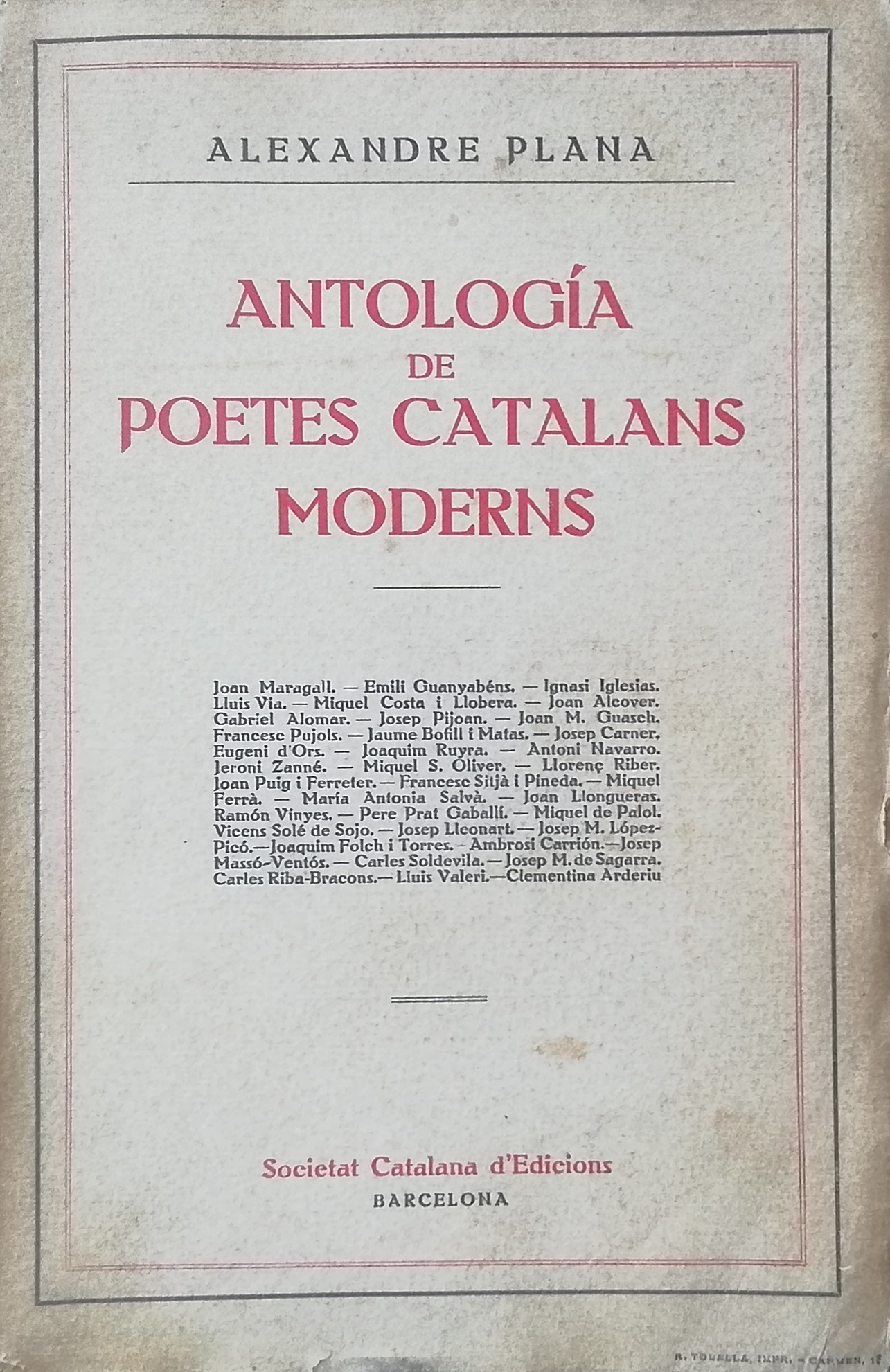
Antologia de Poetes Catalans Moderns d'Alexandre Plana, publicat a Barcelona el 1914

Pel que fa a la poesia, la seva obra s'inscriu perfectament en el corrent Noucentista, amb una poesia sòbria, sense conceptismes ni artificiositat. El seu primer llibre de poemes, Sol en el llindar (1915) encara mostra restes modernistes i es basa en una poesia intel·lectual i meditativa. A Contrabaedecker (1918) evoca líricament ciutats i la història d'aquestes.

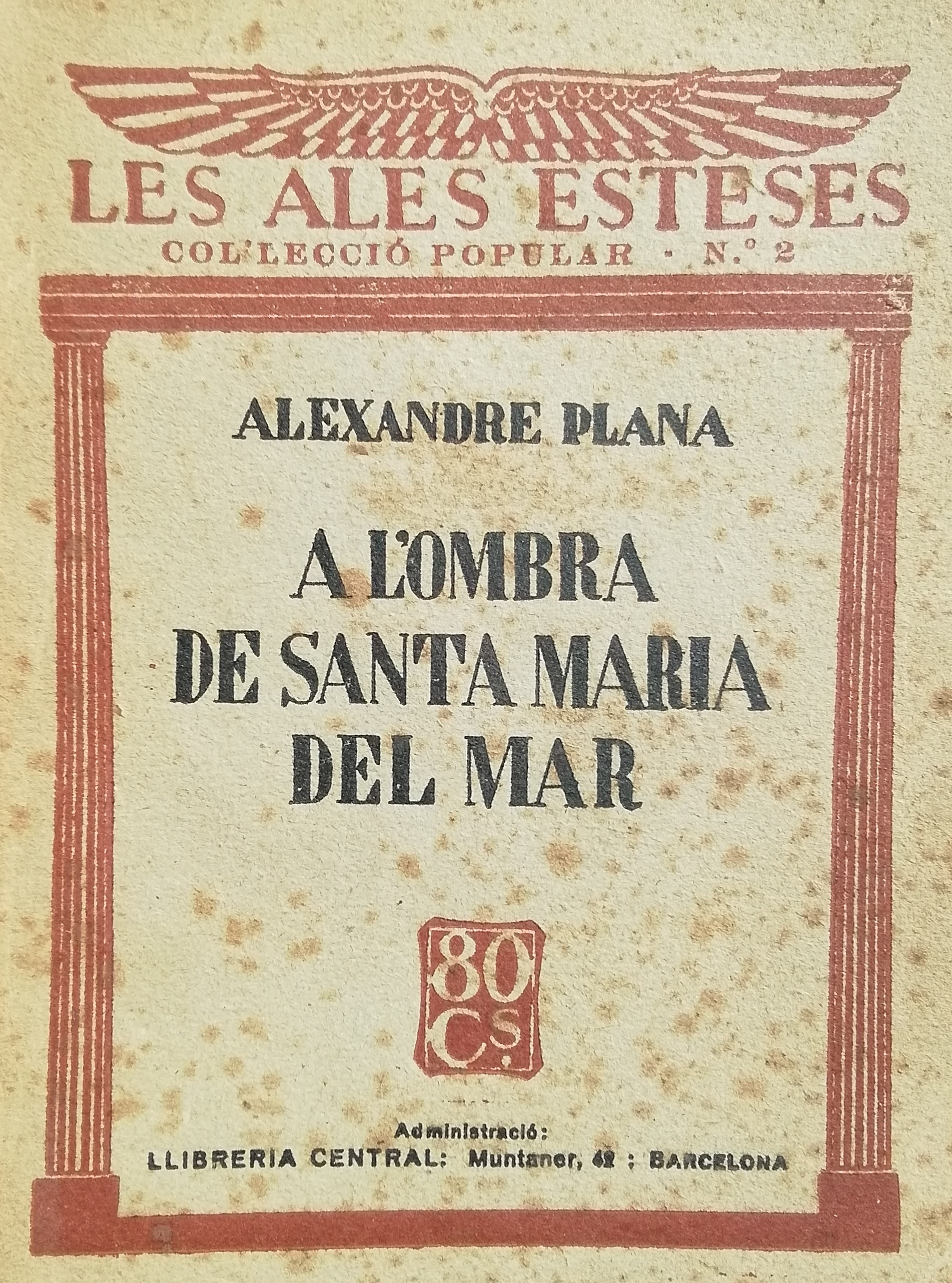
Llibre on s'aplega la breu novel·la A l'Ombra de Santa Maria del Mar, i els dos relats El misteri de la cambra tancada i Les dues germanes, publicat a Barcelona l'any 1923

El mirall imaginari (1925) és un dels primers reculls de proses poètiques en català. Pel que fa a la narrativa, va escriure la novel·la breu A l'ombra de Santa Maria del mar el 1923, en la qual, amb un llenguatge modern, narra una història costumista; volum que va completar amb dues narracions breus. De 1925 és Vida d'un actor. Com a dramaturg va escriure dues obres de teatre naturalista burgès que són inèdites: La tomba de Tutankamon (1924) i Federica.